# Rufus R. Dawes
Rufus Robinson Dawes (4. juli 1838 –2. august 1899) var en officer i Unionens hær under den amerikanske borgerkrig. Han blev kendt for sin indsats i den berømte Iron Brigade, især i Slaget ved Gettysburg. Efter krigen var han forretningsmand, medlem af USAs Kongres og forfatter. Han var far til fire kendte sønner, hvoraf en af dem  blev vicepræsident i USA. 

## Borgerkrigen
Da borgerkrigen brød ud i 1861 organiserede Dawes en frivillig enhed fra Mauston i juni og blev snart valgt til kaptajn. Kompagni K blev indrulleret i 6. Wisconsin regimentet, som i de første måneder af krigen gjorde vagttjeneste i Washington D.C.. I juni 1862 blev Dawes forfremmet til major. Han gjorde tjeneste med sit regiment i Andet slag ved Bull Run, i Slaget ved Antietam og slaget ved Fredericksburg. I marts 1863, blev Dawes forfremmet til oberstløjtnant og og deltog i slaget ved Chancellorsville. 
På førstedagen af slaget ved Gettysburg den 1. juli 1863, anførte Dawes et modangreb mod Joseph R. Daviss konfødererede brigade, hvoraf mange havde søgt dækning i en ufærdig jernbaneudgravning vest for byen. Han tvang over 200 fjendtlige soldater til overgivelse. Senere samme år deltog han i Mine Run kampagnen. 
Under en orlov vendte Dawes tilbage til Ohio og giftede sig med Mary Beman Gates (1842-1921), en dame fra New England, den 18. januar 1864. Efter at være kommet tilbage til Army of the Potomac, deltog han i Slaget ved the Wilderness og Belejringen af Petersburg. I juli 1864 blev Dawes tilbudt forfremmelse til oberst, men afslog forfremmelsen. Han afmønstrede hæren den 10. august 1864. 

## Karriere efter krigen
Dawes vendte tilbage til Marietta og gik ind i tømmerbranchen. Den 13. marts 1865 blev han udnævnt til midlertidig Brigadegeneral. I august samme år blev hans søn Charles Gates Dawes født, en senere vicepræsident. I juli 1867 blev Rufus C. Dawes født i familiens hjem. Han blev en respekteret forretningsmand og advokat, som fik tildelt "Chicago's Most Distinguished Citizen Award" i 1934. En tredje søn, Beman Gates Dawes, blev senere medlem af Kongressen for Ohio, og Henry May Dawes blev en indflydelsesrig bankmand, som beklædte posten som "Comptroller of the Currency" i De Forenede Stater under præsidenterne Warren G. Harding og Calvin Coolidge. Rufus og Mary Dawes fik også to døtre. I 1869 byggede Dawes familien en imponerende herskabsvilla i italiensk neo-renæssance stil.
Dawes sad i bestyrelsen for Marietta College fra 1871 til sin død 28 år senere. Han var også bestyrelsesmedlem for Ohios døvstumme institut. Dawes blev valgt til Repræsentanternes Hus for en enkelt periode i 1881 i Republikanerne
I 1890 udgav han en velmodtaget beretning om sin karriere i borgerkrigen: Service with the 6th Wisconsin Volunteers. Hans ry som taler og hans indflydelsesrige stemme i forbindelse med etableringen af diplomatiske forbindelser med Persien fik præsident William McKinley til at tilbyde Dawes stillingen som ambassadør i Persien i 1897, en post han afslog på grund af dårligt helbred.  
Dawes døde to år senere i Marietta, Ohio og blev begravet på Oak Grove Cemetery.
Dawes blev valgt til Marietta College Hall of Honor i 2003.